# Vikki Carr
Florencia Vicenta de Casillas Martínez Cardona (El Paso, Texas, 19 de julio de 1940), conocida como Vikki Carr, es una cantante mexicoestadounidense.

## Biografía y carrera

### 1940-1962: primeros años
Florencia Vicenta de Casillas Martínez Cardona nació el 19 de julio de 1940 en El Paso, Texas.

### 1962-1970: inicios musicales
Después de adoptar el nombre artístico de «Vikki Carr», firmó un contrato con Liberty Records en 1962. Su primer sencillo fue He’s a Rebel, que en 1962 alcanzó el n.º 5 en Australia y el n.º 115 en EE. UU.
En 1966 hizo una gira por Vietnam para apoyar a los soldados estadounidenses en la guerra de Vietnam, con el actor y comediante estadounidense Danny Kaye.
En 1967 su álbum It Must Be Him fue nominado a tres premios Grammy. Ese año la canción que da nombre al disco alcanzó el n.º 3 de los Billboard Hot 100 en EE. UU. En esta época, el actor Dean Martin la bautizó como «la mejor cantante en el negocio». En 1968, grabó seis especiales para London Weekend TV.

### 1970-2001: consagración en la música latina
Para 1970, fue nombrada «Mujer del año» por el periódico Los Angeles Times. Recibió una estrella en el paseo de la fama en 1981.
Ganó premios Grammy a la mejor grabación mexicanoestadounidense de 1985 por su álbum Simplemente mujer. En 1988 participó en el doblaje de la película de Disney, Oliver y su pandilla, donde dio voz a Georgette además de interpretar la canción "La perfección".
El 14 de mayo de 1992, durante la ceremonia de entrega del 4.º Premio Lo Nuestro en honor a la mejor música latina de 1991 y 1992, realizada en el Caesars Palace en Las Vegas, Nevada, su canción «Cosas del Amor», a dueto con la cantante Ana Gabriel, fue galardonada con el premio a «Canción Pop del Año».
También fue nominada a los Grammy por los discos Brindo a la vida, al bolero, a ti (1993) y Emociones (1996). En 1999, grabó un especial de televisión PBS: Vikki Carr: Memories, Memorias

### 2001-2008: trabajos posteriores
En 2001, lanzó un álbum navideño bilingüe: The Vikki Carr Christmas Album. En 2002, apareció en el musical Follies, una producción en Los Ángeles (California) de Stephen Sondheim. En 2006, hizo un cameo en la película, Puerto Vallarta Squeeze.
En 2008, hizo una aparición en los Grammy Latinos en el Toyota Center de Texas e interpretó el tema «Cosas del Amor» junto a Olga Tañón y Jenni Rivera. El mismo año, participó en Fiesta Mexicana, un programa de música mexicana en el que se desempeñó como cantante y presentadora. 

## Vida personal
En 1971 estableció la fundación de becas «Vikki Carr Scholarship Foundation», dedicada a ofrecer becas estudiantiles a jóvenes latinos en los estados de California y Texas. 
En 1979, fue mencionada en A Time to Heal, una autobiografía del expresidente Gerald Ford escrita por él mismo, donde relató que cuando Carr se presentó en la Casa Blanca, ella le preguntó cuál era su platillo mexicano favorito, a lo que él le contestó diciendo, «me gusta usted». De acuerdo a Ford, su esposa, la primera dama Betty Ford, escuchó dicho comentario y se mostró desagradada con el mismo, relatando: «parece que Betty escuchó esta conversación, y —de más está decirlo— no se volvió loca de alegría».
Ha estado casada en tres ocasiones, primero con el productor y abogado de entretenimiento Dann Moss, luego con el ejecutivo de una compañía de pinturas llamado Michael Nilsson. Estuvo casada con el médico de San Antonio, Texas, Pedro De León, desde 1993, hasta su fallecimiento en 2019.

## Discografía

### Álbumes
- Color Her Great! (1963)
- Discovery! (1964) (n.º 114 en USA)
- Discovery Vol. II (1964)
- Anatomy of Love (1965)

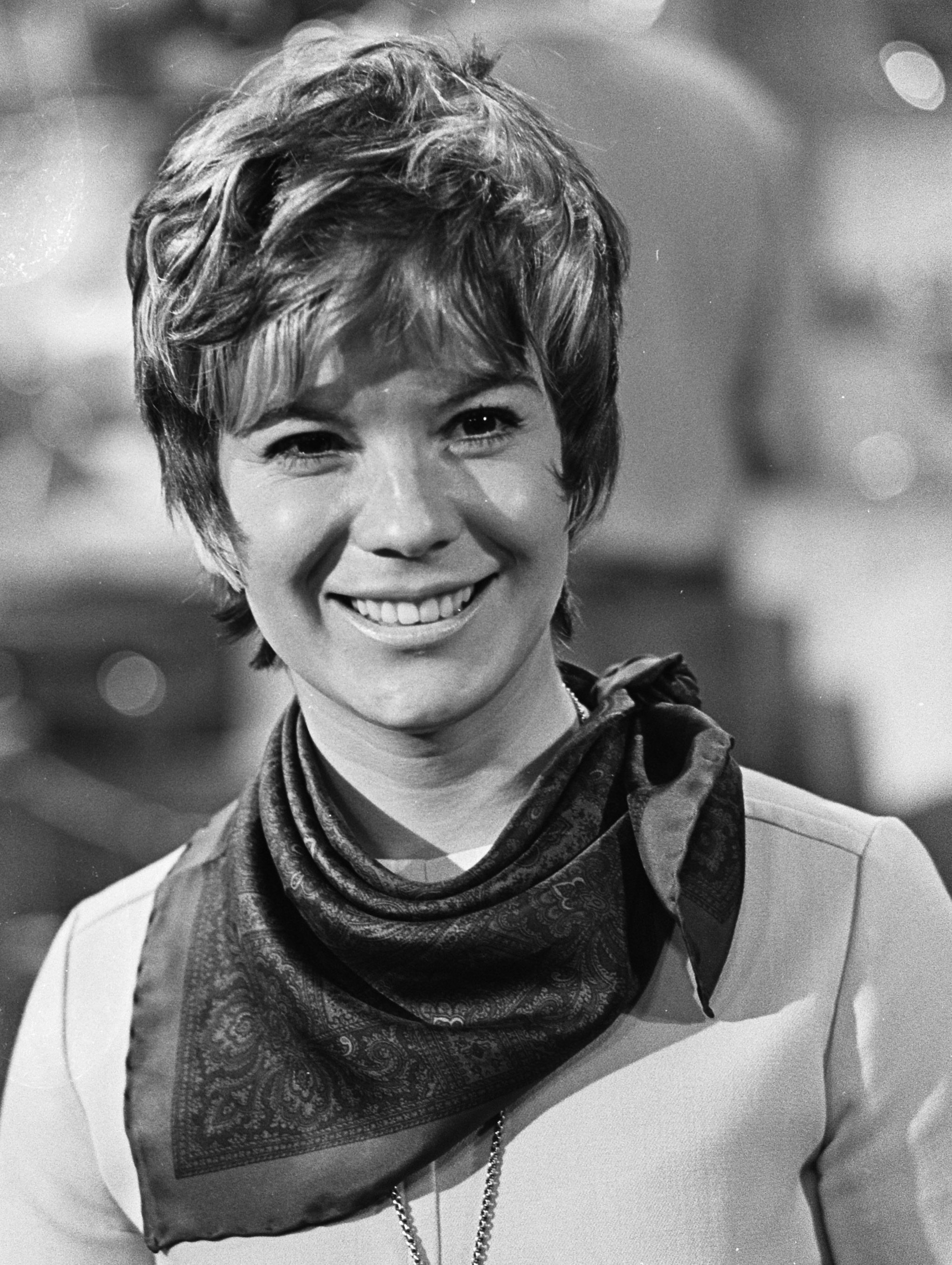
Fotografiada en 1968.

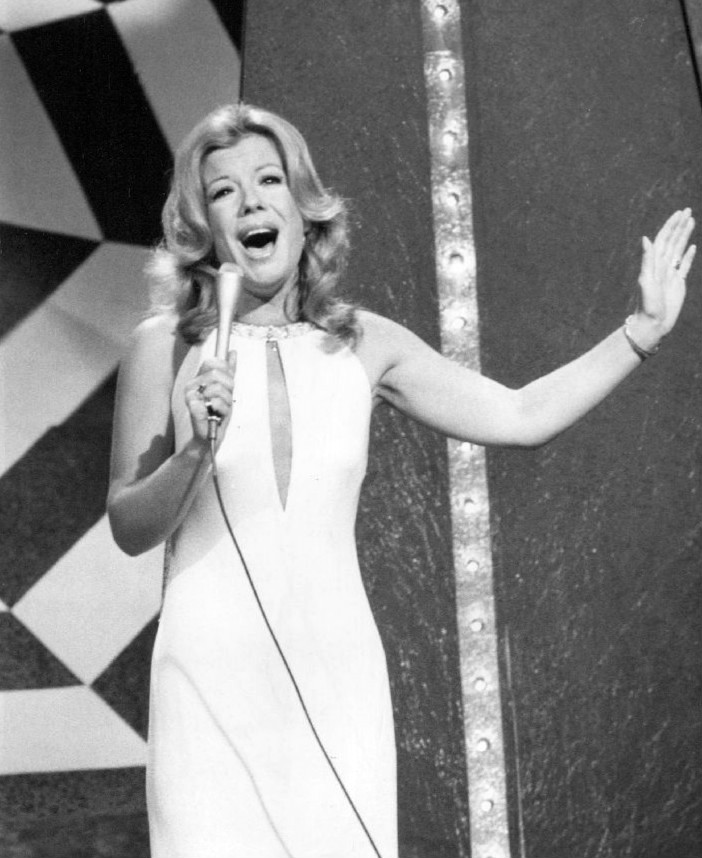
Presentándose en 1974.

- The Way of Today (1966) (n.º 31 en UK)
- Intimate Excitement (1967)
- It Must Be Him (1967) (USA  n.º 12; UK n.º 12)
- Great Performances (1967) (sólo lanzado en UK)
- Vikki! (1968) (USA n.º 63)
- Don't Break My Pretty Balloon (1968)
- For Once in My Life (1969) (USA n.º 29)
- Nashville by Car (1970) (USA n.º 111)
- The Ways to Love a Man (1971)
- Que sea él (1971)
- Love Story (1971) (USA n.º 60)
- Superstar (1971) (USA n.º 118)
- The First Time Ever (I Saw Your Face) (1972) (USA n.º 146)
- En español (1972)
- Ms. America (1973) (USA n.º 142)
- Live at the Greek Theatre (1973) (USA n.º 172)
- One Hell of a Woman (1974) (USA n.º 155)
- Hoy (1975)
- Y el amor (1980)
- El retrato del amor (1981)
- Vikki Carr (1982)
- A todos (1984)
- Simplemente mujer (1985)
- Promesas (1986)
- Esta noche vendrás (1986)
- Ok, Mr. Tango (1986, con Mariano Mores)
- Me enloqueces (1987)
- Dos corazones (1987, con Vicente Fernández)
- Esos hombres (1988)
- Set Me Free (1990)
- Cosas del amor (1991)
- Brindo a la vida, al bolero, a ti (1993)
- Recuerdo a Javier Solís (1994)
- Emociones (1996)
- Vikki Carr con el Mariachi Vargas de Tecalitlán (1998)
- Memories, Memorias (1999)
- The Vikki Carr Christmas Album (2001)
- Viva la Vida (2012)

### Sencillos
- 1962: He’s a Rebel (Australia n.º 5; USA n.º 115)
- 1966: My Heart Reminds Me (USA Adult Contemporary n.º 31)
- 1966: It Must Be Him (UK n.º 2; 1967: USA n.º 3; USA Adult Contemporary n.º 1; Australia n.º 2)
- 1966: So Nice (Summer Samba) (USA Adult Contemporary n.º 22)
- 1966: Until Today (USA Adult Contemporary n.º 39)
- 1966: Now I Know the Feeling (USA Adult Contemporary n.º 28)
- 1967: There I Go (UK n.º 50)
- 1967: The Lesson (USA n.º 34; USA Adult Contemporary n.º 1)
- 1968: She'll Be There (USA n.º 99; USA Adult Contemporary n.º 13)
- 1968: Your Heart Is Free Just Like the Wind (USA n.º 91; USA Adult Contemporary n.º 32)
- 1968: Don't Break My Pretty Balloon (USA n.º 114; USA Adult Contemporary n.º 7)
- 1968: A Dissatisfied Man (USA Adult Contemporary n.º 18)
- 1969: With Pen in Hand (USA n.º 35; USA Adult Contemporary n.º 6)
- 1969: Eternity (USA n.º 79; USA Adult Contemporary n.º 5)
- 1970: Singing My Song (USA n.º 111; USA Adult Contemporary n.º 30)
- 1970: I'll Be Home (USA n.º 96; USA Adult Contemporary n.º 7)
- 1971: Six Weeks Every Summer(Christmas Every Other Year) (USA Adult Contemporary n.º 28)
- 1971: I'd Do It All Again (USA Adult Contemporary n.º 39)
- 1972: The Big Hurt (USA n.º 108; USA Adult Contemporary n.º 31)
- 1974: Wind Me Up (USA Adult Contemporary n.º 45)
- 1986: Esta noche vendrás (USA Hot Latin Tracks n.º 33)
- 1987: Dos corazones (dúo con Vicente Fernández; USA Hot Latin Tracks n.º 10)
- 1988: Mala suerte (USA Hot Latin Tracks n.º 3)
- 1988: Hay otro en tu lugar (USA Hot Latin Tracks n.º 14)
- 1991: Cosas del amor (a dúo con Ana Gabriel; USA Hot Latin Tracks n.º 1)
- 1993: Déjame (USA Hot Latin Tracks n.º 30)